# Îles de la Petite-Terre

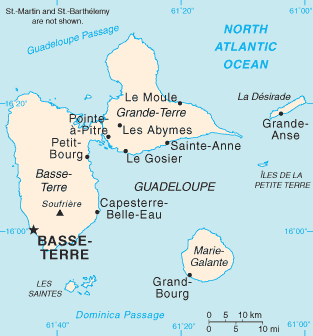
Lägeskarta över Îles de la Petite-Terre.

Îles de la Petite-Terre är en liten ögrupp bland de södra Små Antillerna i Karibiska havet i Västindien. Öarna tillhör det franska utomeuropeiska departementet Guadeloupe.

## Geografi
Îles de la Petite-Terre ligger cirka 10 km sydöst om ön Île de Grande-Terre och cirka 15 km söder om ön Île La Désirade. De obebodda öarna har en sammanlagd areal om cirka 1,7 km²  och består av 2 mindre öar.
- Terre-de-Bas, 1,1 km²  cirka 2 km lång och cirka 0,4 km bred
- Terre-de-Haut, 0,6 km², cirka 1 km lång och cirka 0,3 km bred

Den högsta höjden uppgår till cirka 17 m ö.h.
Förvaltningsmässigt ingår ögruppen i kommunen La Désirade i arrondissementet (kretsen) Pointe-à-Pitre.
Ögruppen är ett naturreservat och kan endast nås med fartyg. I reservatet ingår även den cirka 200 m breda lagunen mellan öarna.
På den östra delen av Terre-de-Bas står en 35 meter hög fyr.

## Historia
1972 lämnade den siste fyrvakten Terre-de-Bas som därefter blev obebodd. Fyren är den äldsta i Guadeloupe.
1994 klassades ögruppen som naturreservat.